# Albrecht III. Habsburský (1199)
Albrecht III. Habsburský, zvaný Bohatý († 10. února 1199 nebo 25. listopadu 1199), byl hrabětem habsburským v letech 1167–1199, rychtář z Muri a lantkrabě v Alsasku.
Roku 1167 následoval svého otce Wernera II. Habsburského jako habsburský hrabě. Za ženu Albrecht pojal Idu, dceru hraběte Rudolfa z Pfullendorfu, čímž zdědil hrabství Pfullendorf po svém tchánovi. Albrecht, stejně jako jeho otec, podporoval dynastii Štaufů. Vzhledem k darům, které Albrechtovi předkové poskytli opatství svatého Trudperta ve Schwarzwaldu, si zde nárokoval patronát a později ho i získal.
Albrecht se svojí manželkou zplodil dvě děti. Po Albrechtově smrti rodové panství připadlo jeho synovi Rudolfovi. Jeho dcera Ita se provdala za člena rodu Leiningenů.